# Edward Stevenson
Pour les articles homonymes, voir Stevenson.
Edward Stevenson est un costumier américain de cinéma et de télévision, de son nom complet Edward Manson Stevenson, né le 13 mai 1906 à Pocatello (Idaho), mort d'une crise cardiaque le 2 décembre 1968 à Los Angeles (Californie).

## Biographie
Au cinéma, Edward Stevenson débute comme costumier sur un film muet sorti en 1924. Jusqu'en 1960, il exerce sur plus de deux-cents films américains (pour les costumes féminins) et collabore notamment avec ses confrères Edith Head et Charles Le Maire. Entre autres studios, il travaille principalement au sein de la RKO Pictures, de 1936 à 1950. 
Parmi ses films notables, mentionnons L'Ennemi public de William A. Wellman (1931, avec Jean Harlow), Edith Cavell d'Herbert Wilcox (1939, avec Anna Neagle), Citizen Kane d'Orson Welles (1941, avec Ruth Warrick), La vie est belle de Frank Capra (1946, avec Donna Reed), ou encore David et Bethsabée d'Henry King (1951, avec Susan Hayward).
Edward Stevenson obtient trois nominations à l'Oscar de la meilleure création de costumes, dont un gagné en 1961, pour les robes de Lucille Ball dans Voulez-vous pêcher avec moi ? (1960) de Melvin Frank et Norman Panama, son dernier film.
À la télévision, de 1955 à 1968, il contribue à six séries et à deux téléfilms, quasi exclusivement comme costumier attitré de Lucille Ball. Ainsi, de 1962 jusqu'à sa mort brutale en 1968, il participe à quarante-et-un épisodes de la série L'Extravagante Lucie, dont l'actrice est la vedette.

## Filmographie partielle

### Au cinéma
- 1924 : La Phalène blanche (The White Moth) de Maurice Tourneur
- 1929 : Her Private Life d'Alexander Korda
- 1930 : Ladies of Leisure de Frank Capra
- 1930 : Kismet de John Francis Dillon
- 1930 : Vingt et un ans (The Truth about Youth) de William A. Seiter
- 1930 : A Notorious Affair de Lloyd Bacon
- 1931 : L'Ennemi public (The Public Enemy) de William A. Wellman
- 1931 : Le Millionnaire (The Millionaire) de John G. Adolfi
- 1931 : Le Beau Joueur (Smart Money) de Alfred E. Green
- 1932 : Amour défendu (Forbidden) de Frank Capra
- 1932 : La Grande Muraille (The Bitter Tea of General Yen) de Frank Capra
- 1937 : Déjeuner pour deux (Breakfast for Two) d'Alfred Santell
- 1937 : Les Démons de la mer (Sea Devils'') de Benjamin Stoloff
- 1938 : Miss Manton est folle (The Mad Miss Manton) de Leigh Jason
- 1938 : Quelle joie de vivre (Joy of Living) de Tay Garnett
- 1938 : Vacances payées (Having Wonderful Time) d'Alfred Santell
- 1938 : Amanda (Carefree) de Mark Sandrich
- 1939 : Elle et lui (Love Affair) de Leo McCarey
- 1939 : Edith Cavell (Nurse Edith Cavell) d'Herbert Wilcox
- 1939 : Quels seront les cinq ? (Five Came Back), de John Farrow
- 1939 : La Grande Farandole (The Story of Vernon and Irene Castle) d'H. C. Potter
- 1939 : Gunga Din de George Stevens
- 1939 : L'Autre (In Name Only) de John Cromwell
- 1940 : Chantez, dansez, mes belles ! (Dance, Girl, Dance) de Dorothy Arzner
- 1941 : Citizen Kane d'Orson Welles
- 1941 : Mardi gras (Sunny) d'Herbert Wilcox
- 1941 : Soupçons (Suspicion) d'Alfred Hitchcock
- 1942 : Jeanne de Paris (Joan of Paris) de Robert Stevenson
- 1942 : La Splendeur des Amberson (The Magnificent Ambersons) d'Orson Welles
- 1943 : Face au soleil levant (Behind the Rising Sun) d'Edward Dmytryk
- 1943 : Et la vie recommence (Forever and a Day) de René Clair, Edmund Goulding & al.
- 1943 : L'Exubérante Smoky (Government Girl) de Dudley Nichols
- 1943 : Amour et Swing (Higher and Higher) de Tim Whelan
- 1943 : Voyage au pays de la peur (Journey into Fear) de Norman Foster et Orson Welles
- 1943 : La Fille et son cow-boy (A Lady Takes a Chance) de William A. Seiter
- 1943 : Nid d'espions (The Fallen Sparrow) de Richard Wallace
- 1944 : La Malédiction des hommes-chats (The Curse of the Cat People) de Robert Wise et Gunther von Fritsch
- 1944 : Angoisse (Experiment Perilous) de Jacques Tourneur
- 1944 : L'Amazone aux yeux verts (Tall in the Saddle) d'Edwin L. Marin
- 1945 : L'Île des morts (Isle of the Dead) de Mark Robson
- 1945 : Pavillon noir (The Spanish Main) de Frank Borzage
- 1945 : Zombies on Broadway de Gordon Douglas
- 1946 : From This Day Forward de John Berry
- 1946 : Voulez-vous m'aimer ? (Do you love me ?) de Gregory Ratoff
- 1946 : La vie est belle (It's a Wonderful Life) de Frank Capra
- 1947 : Ils ne voudront pas me croire (They won't believe Me) d'Irving Pichel
- 1947 : La Femme sur la plage (The Woman on the Beach) de Jean Renoir
- 1947 : Pendez-moi haut et court (Out of the Past) de Jacques Tourneur
- 1947 : Sinbad le marin (Sinbad the Sailor) de Richard Wallace
- 1947 : Deux sœurs vivaient en paix (The Bachelor and the Bobby-Soxer) d'Irving Reis
- 1948 : Tendresse (I remember Mama) de George Stevens
- 1949 : Ça commence à Vera Cruz (The Big Steal) de Don Siegel
- 1950 : Moineau de la Tamise (The Mudlark) de Jean Negulesco
- 1950 : Treize à la douzaine (Cheaper by the Dozen) de Walter Lang
- 1950 : Les Rebelles de Fort Thorn (Two Flags West) de Robert Wise
- 1950 : L'étranger dans la cité (Walk Softly, Stranger) de Robert Stevenson
- 1950 : Stella de Claude Binyon
- 1951 : L'Énigme du lac noir (The Secret of Convict Lake) de Michael Gordon
- 1951 : La Flibustière des Antilles (Anne of the Indies) de Jacques Tourneur
- 1951 : Le Renard du désert (The Desert Fox : The Story of Rommel) d'Henry Hathaway
- 1951 : La Treizième Lettre (The 13th Letter) d'Otto Preminger
- 1951 : David et Bethsabée (David and Bathsheba) d'Henry King
- 1952 : À l'abordage (Against All Flags) de George Sherman
- 1952 : Les Fils des Mousquetaires (At Sword's Point) de Lewis Allen
- 1953 : La Belle Rousse du Wyoming (The Redhead from Wyoming) de Lee Sholem
- 1953 : À l'assaut du Fort Clark (War Arrow) de George Sherman
- 1955 : Madame de Coventry (Lady Godiva of Coventry) d'Arthur Lubin
- 1955 : Le Brave et la Belle (The Magnificent Matador) de Budd Boetticher
- 1956 : La VRP de choc (The First Traveling Saleslady) d'Arthur Lubin
- 1960 : Voulez-vous pêcher avec moi ? (The Facts of Life) de Melvin Frank et Norman Panama

### À la télévision
- 1962-1968 : L'Extravagante Lucie (The Lucy Show), série
  - Saisons 1 à 6, quarante-et-un épisodes
- 1964 : Mr. and Mrs., téléfilm de Jack Donohue
- 1966 : Lucy in London, téléfilm de Steve Binder

## Distinctions

### Nominations
- Oscar de la meilleure création de costumes :
  - En 1952, catégorie noir et blanc, pour Moineau de la Tamise, et catégorie couleur, pour David et Bethsabée

### Récompense
- Oscar de la meilleure création de costumes :
  - En 1961, catégorie noir et blanc, pour Voulez-vous pêcher avec moi ?